# Hans Glauche
Hans Glauche (* 7. Februar 1928 in Freital; † 9. August 1981 ebenda) war ein deutscher Schauspieler, Kabarettist, Kabarettautor und Kabarettregisseur. Seine kabarettistischen Leistungen als Gustav im Duo mit Fritz Ehlert als Gustav & Erich, insbesondere sein Ausruf bei Auftritten bzw. seine Ansprache: „Nu, mei Erich“ genossen Kultstatus.

## Leben
Hans Glauche absolvierte Anfang der 1950er Jahre eine Ausbildung zum Rechtspfleger. Als solcher absolvierte er erste Amateurauftritte als Kabarettist, u. a. beim Kabarett der SDAG Wismut „Die Funken“. 1959 war er in Berlin bei der „Berliner Spottgemeinschaft“ tätig, sein damaliger Mentor war Gerd E. Schäfer, der ihn in jeder Hinsicht förderte (und anregte, dass er Kabarettautor werden solle).
Gleichwohl war Hans Glauche ausgesprochen heimatverbunden und ging nach deren (Neu-)Gründung 1961 zur Dresdner „Herkuleskeule“. Nicht nur in Gustav & Erich wirkte er in jedem Programm mit: Seine kabarettistischen Leistungen waren sowohl in Solo-Auftritten (legendär: „Einzelfahrscheine“) als auch an der Seite von Manfred Schubert, Gisela Grube, Jutta Rockstroh oder Manfred Knodel sowie Wolfgang Schaller auf der Bühne zu sehen und prägten so fast zwanzig Jahre lang nach außen hin die „Herkuleskeule“. Über seine Auftritte hieß es: „Er könnte einen Leitartikel des ND vortragen - die Leute würden sich totlachen.“
Daneben schrieb er zahlreiche Kabaretttexte, vor allem für die Gustav & Erich-Sketche. Als erstes abendfüllendes Kabarettstück der DDR schrieb er die My-Fair-Lady-Adaption „Ein kleines bißchen Stück“, für das er auch die Regie übernahm und was von zahlreichen anderen Kabarettbühnen der DDR übernommen wurde. Auch Nebenrollen im Fernsehen übernahm er, ebenfalls arbeitete er für den Rundfunk.
Nach kurzer, aber schwerer Krankheit starb er im Alter von 53 Jahren. Auch in Ehrung seiner Leistungen entschied der damalige Direktor der „Herkuleskeule“, Manfred Schubert, die Formate, die auf Hans Glauche zugeschnitten waren (wie Gustav & Erich) nicht mit anderen Darstellern fortzuführen oder anderweitig aufleben zu lassen: So bleibt beispielsweise Gustav & Erich historisch mit ihm (und Fritz Ehlert) verbunden.